# Todd Frazier
Todd B. Frazier (ur. 12 lutego 1986) – amerykański baseballista, który występował na pozycji trzeciobazowego.

## Przebieg kariery
Frazier studiował na Rutgers University, gdzie w latach 2005–2007 grał w drużynie uniwersyteckiej Rutgers Scarlet Knights. W 2007 został wybrany w pierwszej rundzie draftu z numerem 34. i początkowo grał w klubach farmerskich tego zespołu, między innymi w Louisville Bats, reprezentującym poziom  Triple-A. W Major League Baseball zadebiutował 23 maja 2011 w meczu przeciwko Philadelphia Phillies jako pinch hitter. 31 lipca 2011 w meczu z San Francisco Giants zdobył pierwszego home runa w MLB.
W sierpniu 2012 uzyskał średnią uderzeń 0,330, zaliczył 25 RBI, 36 uderzeń (najwięcej spośród debiutantów) i został wybrany najlepszym debiutantem miesiąca. W lipcu 2014 po raz pierwszy otrzymał powołanie do Meczu Gwiazd. Przed występem w All-Star Game wystąpił w Home Run Derby, gdzie doszedł do rundy finałowej przegrywając z obrońcą trofeum Yoenisem Céspedesem.
16 grudnia 2015 w ramach wymiany zawodników, w której udział wzięły trzy kluby, przeszedł do Chicago White Sox. 18 lipca 2017 w ramach wymiany przeszedł do New York Yankees. 6 lutego 2018 podpisał dwuletni kontrakt z New York Mets.

## Nagrody i wyróżnienia
| Nagroda/wyróżnienie | Lata       | Źródło |
| 2× All-Star         | 2014, 2015 | [ 5 ]  |